# Li Ye

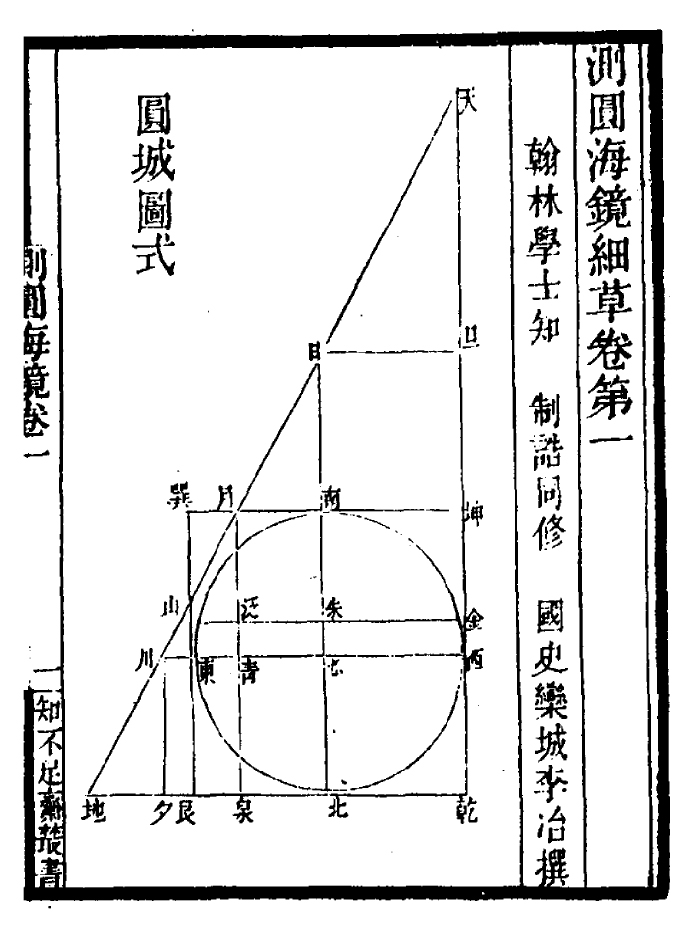
Pagină din Oglinda mării a calculului circular

Li Ye (în chineză:  李冶, 1192 - 1279) a fost un savant chinez, cunoscut pentru contribuțiile sale în domeniul matematicii.
A publicat și îmbunătățit metoda de rezolvare a ecuațiilor algebrice de mai multe variabile.
În 1248 a publicat o lucrarea intitulată 測圓海鏡, Oglinda mării a calculului circular.
În 1259 termină lucrarea 益古演段, Noi pași în calcul.